# BAFTA a la millor actriu secundària
El BAFTA a la millor actriu secundària és un dels premis BAFTA atorgats per la British Academy of Film and Television Arts (BAFTA) en una cerimònia anual des de 1969, en reconeixement de la millor representació femenina en un paper principal. Aquest premi va tenir quatre nominades fins al 2000, quan es van ampliar a cinc. Els anys 1981 i 1982 no es va lliurar cap premi.

## Guanyadores i nominades
Els anys indicats són aquells en què es va celebrar la cerimònia, que té lloc l'any següent de l'estrena de les pel·lícules en qüestió.

### Dècada del 1960
| Any              | Actriu                        | Pel·lícula                 | Personatge |
| ---------------- | ----------------------------- | -------------------------- | ---------- |
| 1969             |                               |                            |            |
| Billie Whitelaw  | Charlie Bubbles Twisted Nerve | Lottie Bubbles Joan Harper |            |
| Simone Signoret  | Games                         | Lisa Schindler             |            |
| Virginia Maskell | Interlude                     | Antonia                    |            |
| Pat Heywood      | Romeo and Juliet              | la infermera               |            |

### Dècada del 1970
| Any               | Actriu                                                       | Pel·lícula             | Personatge |
| ----------------- | ------------------------------------------------------------ | ---------------------- | ---------- |
| 1970              |                                                              |                        |            |
| Celia Johnson     | The Prime of Miss Jean Brodie                                | Miss Mackay            |            |
| Mary Wimbush      | Oh! What a Lovely War                                        | Mary Smith             |            |
| Pamela Franklin   | The Prime of Miss Jean Brodie                                | Sandy                  |            |
| Peggy Ashcroft    | Three Into Two Won't Go                                      | Belle                  |            |
| 1971              |                                                              |                        |            |
| Susannah York     | They Shoot Horses, Don't They?                               | Alice LeBlanc          |            |
| Maureen Stapleton | Airport                                                      | Inez Guerrero          |            |
| Evin Crowley      | La filla de Ryan (Ryan's Daughter)                           | Maureen                |            |
| Estelle Parsons   | Watermelon Man                                               | Althea Gerber          |            |
| 1972              |                                                              |                        |            |
| Margaret Leighton | El missatger (The Go-Between)                                | Mrs. Maudsley          |            |
| Jane Asher        | Deep End                                                     | Susan                  |            |
| Georgia Brown     | The Raging Moon                                              | Sarah Charles          |            |
| Georgia Engel     | Vull volar (Taking Off)                                      | Margot                 |            |
| 1973              |                                                              |                        |            |
| Cloris Leachman   | L'última projecció (The Last Picture Show)                   | Ruth Popper            |            |
| Eileen Brennan    | L'última projecció (The Last Picture Show)                   | Genevieve Morgan       |            |
| Marisa Berenson   | Cabaret                                                      | Natalia Landauer       |            |
| Shelley Winters   | L'aventura del Posidó (The Poseidon Adventure)               | Belle Rosen            |            |
| 1974              |                                                              |                        |            |
| Valentina Cortese | Day for Night                                                | Severine               |            |
| Delphine Seyrig   | Xacal (The Day of the Jackal)                                | Colette de Montpellier |            |
| Rosemary Leach    | That'll Be the Day                                           | Mary Maclaine          |            |
| Ingrid Thulin     | Crits i murmuris (Viskningar och rop)                        | Karin                  |            |
| 1975              |                                                              |                        |            |
| Ingrid Bergman    | Assassinat a l'Orient Express (Murder on the Orient Express) | Greta Ohlsson          |            |
| Cindy Williams    | American Graffiti                                            | Laurie Henderson       |            |
| Sylvia Sidney     | Summer Wishes, Winter Dreams                                 | Mrs. Pritchett         |            |
| Sylvia Syms       | The Tamarind Seed                                            | Margaret Stephenson    |            |
| 1976              |                                                              |                        |            |
| Diane Ladd        | Alícia ja no viu aquí (Alice Doesn't Live Here Anymore)      | Flo Castleberry        |            |
| Lelia Goldoni     | Alícia ja no viu aquí (Alice Doesn't Live Here Anymore)      | Bea                    |            |
| Ronee Blakley     | Nashville                                                    | Barbara Jean           |            |
| Gwen Welles       | Nashville                                                    | Sueleen Gay            |            |
| 1977              |                                                              |                        |            |
| Jodie Foster      | Bugsy Malone Taxi Driver                                     | Tallulah Iris Steensma |            |
| Vivien Merchant   | The Homecoming                                               | Ruth                   |            |
| Billie Whitelaw   | La profecia (The Omen)                                       | Mrs. Baylock           |            |
| Annette Crosbie   | La sabatilla i la rosa (The Slipper and the Rose)            | fada protectora        |            |
| 1978              |                                                              |                        |            |
| Jenny Agutter     | Equus                                                        | Julie Mason            |            |
| Joan Plowright    | Equus                                                        | Dora Strang            |            |
| Shelley Winters   | Next Stop, Greenwich Village                                 | Fay Lapinsky           |            |
| Geraldine Chaplin | Benvingut a Los Angeles (Welcome to L.A.)                    | Karen Hood             |            |
| 1979              |                                                              |                        |            |
| Geraldine Page    | Interiors                                                    | Eve                    |            |
| Angela Lansbury   | Death on the Nile (Mort al Nil)                              | Salome Otterbourne     |            |
| Maggie Smith      | Death on the Nile (Mort al Nil)                              | Miss Bowers            |            |
| Mona Washbourne   | Stevie                                                       | tieta                  |            |

### Dècada del 1980
| Any               | Actriu                                                       | Pel·lícula              | Personatge              |
| ----------------- | ------------------------------------------------------------ | ----------------------- | ----------------------- |
| 1980              |                                                              |                         |                         |
| Rachel Roberts    | Yanks                                                        | Clarrie Moreton         |                         |
| Mariel Hemingway  | Manhattan                                                    | Tracy                   |                         |
| Meryl Streep      | Manhattan                                                    | Jill Davis              |                         |
| Lisa Eichhorn     | The Europeans                                                | Gertrude Wentworth      |                         |
| 1981              | no es va entregar premi                                      | no es va entregar premi | no es va entregar premi |
| 1982              | no es va entregar premi                                      | no es va entregar premi | no es va entregar premi |
| 1983              |                                                              |                         |                         |
| Rohini Hattangadi | Gandhi                                                       | Kasturba Gandhi         |                         |
| Maureen Stapleton | Rojos (Reds)                                                 | Emma Goldman            |                         |
| Candice Bergen    | Gandhi                                                       | Margaret Bourke-White   |                         |
| Jane Fonda        | On Golden Pond                                               | Chelsea Thayer          |                         |
| 1984              |                                                              |                         |                         |
| Jamie Lee Curtis  | Trading Places                                               | Ophelia                 |                         |
| Teri Garr         | Tootsie                                                      | Sandy Lester            |                         |
| Rosemary Harris   | The Ploughman's Lunch                                        | Ann Barrington          |                         |
| Maureen Lipman    | Educant la Rita (Educating Rita)                             | Trish                   |                         |
| 1985              |                                                              |                         |                         |
| Liz Smith         | Funció privada (A Private Function)                          | Mrs. Chilvers           |                         |
| Eileen Atkins     | L'ajudant de camerino (The Dresser)                          | Madge                   |                         |
| Tuesday Weld      | Hi havia una vegada a Amèrica (Once Upon a Time in America)  | Carol                   |                         |
| Cher              | Silkwood                                                     | Dolly Pelliker          |                         |
| 1986              |                                                              |                         |                         |
| Rosanna Arquette  | Buscant la Susan desesperadament (Desperately Seeking Susan) | Roberta Glass           |                         |
| Tracey Ullman     | Plenty                                                       | Alice Park              |                         |
| Anjelica Huston   | L'honor dels Prizzi (Prizzi's Honor)                         | Maerose Prizzi          |                         |
| Judi Dench        | Wetherby                                                     | Marcia Pilborough       |                         |
| 1987              |                                                              |                         |                         |
| Judi Dench        | Una habitació amb vista (A Room with a View)                 | Eleanor Lavish          |                         |
| Rosemary Leach    | Una habitació amb vista (A Room with a View)                 | Mrs. Honeychurch        |                         |
| Barbara Hershey   | Hannah i les seves germanes (Hannah and Her Sisters)         | Lee                     |                         |
| Rosanna Arquette  | Quina nit! (After Hours)                                     | Marcy Franklin          |                         |
| 1988              |                                                              |                         |                         |
| Susan Wooldridge  | Esperança i glòria (Hope and Glory)                          | Molly                   |                         |
| Judi Dench        | La carta final (84 Charing Cross Road)                       | Nora Doel               |                         |
| Vanessa Redgrave  | Obre't d'orelles (Prick Up Your Ears)                        | Peggy Ramsay            |                         |
| Dianne Wiest      | Dies de ràdio (Radio Days)                                   | Bea                     |                         |
| 1989              |                                                              |                         |                         |
| Judi Dench        | A Handful of Dust                                            | Mrs. Beaver             |                         |
| Anne Archer       | Atracció fatal (Fatal Attraction)                            | Beth Gallagher          |                         |
| Maria Aitken      | Un peix anomenat Wanda (A Fish Called Wanda)                 | Wendy Leach             |                         |
| Olympia Dukakis   | Encís de lluna (Moonstruck)                                  | Rose Castorini          |                         |

### Dècada del 1990
| Any                    | Actriu                                                      | Pel·lícula            | Personatge |
| ---------------------- | ----------------------------------------------------------- | --------------------- | ---------- |
| 1990                   |                                                             |                       |            |
| Michelle Pfeiffer      | Les amistats perilloses (Dangerous Liaisons)                | Madame de Tourvel     |            |
| Sigourney Weaver       | Working Girl                                                | Katharine Parker      |            |
| Laura San Giacomo      | Sexe, mentides i cintes de vídeo (Sex, Lies and Videotape)  | Cynthia Bishop        |            |
| Peggy Ashcroft         | Madame Sousatzka                                            | Lady Emily            |            |
| 1991                   |                                                             |                       |            |
| Whoopi Goldberg        | Ghost                                                       | Oda Mae Brown         |            |
| Billie Whitelaw        | The Krays                                                   | Violet Kray           |            |
| Shirley MacLaine       | Magnòlies d'acer (Steel Magnolias)                          | Ouiser Boudreaux      |            |
| Anjelica Huston        | Delictes i faltes (Crimes and Misdemeanors)                 | Dolores Paley         |            |
| 1992                   |                                                             |                       |            |
| Kate Nelligan          | Frankie i Johnny (Frankie and Johnny)                       | Cora                  |            |
| Amanda Plummer         | El rei pescador (The Fisher King)                           | Lydia                 |            |
| Julie Walters          | Stepping Out                                                | Vera                  |            |
| Annette Bening         | Els estafadors (The Grifters)                               | Myra Langtry          |            |
| 1993                   |                                                             |                       |            |
| Miranda Richardson     | Ferida (Damage)                                             | Ingrid Fleming        |            |
| Miranda Richardson     | Joc de llàgrimes (The Crying Game)                          | Jude                  |            |
| Helena Bonham Carter   | Retorn a Howards End (Howards End)                          | Helen Schlegel        |            |
| Kathy Bates            | Tomàquets verds fregits (Fried Green Tomatoes)              | Evelyn Couch          |            |
| 1994                   |                                                             |                       |            |
| Miriam Margolyes       | L'edat de la innocència (The Age of Innocence)              | Mrs. Mingott          |            |
| Holly Hunter           | The Firm                                                    | Tammy Hemphill        |            |
| Maggie Smith           | The Secret Garden                                           | Mrs. Medlock          |            |
| Winona Ryder           | L'edat de la innocència (The Age of Innocence)              | May Welland           |            |
| 1995                   |                                                             |                       |            |
| Kristin Scott Thomas   | Quatre bodes i un funeral (Four Weddings and a Funeral)     | Fiona                 |            |
| Charlotte Coleman      | Quatre bodes i un funeral (Four Weddings and a Funeral)     | Scarlet               |            |
| Sally Field            | Forrest Gump                                                | Mrs. Gump             |            |
| Anjelica Huston        | Misteriós assassinat a Manhattan (Manhattan Murder Mystery) | Marcia Fox            |            |
| 1996                   |                                                             |                       |            |
| Kate Winslet           | Sentit i sensibilitat (Sense and Sensibility)               | Marianne Dashwood     |            |
| Elizabeth Spriggs      | Sentit i sensibilitat (Sense and Sensibility)               | Mrs. Jennings         |            |
| Joan Allen             | Nixon                                                       | Pat Nixon             |            |
| Mira Sorvino           | Poderosa Afrodita (Mighty Aphrodite)                        | Linda Ash             |            |
| 1997                   |                                                             |                       |            |
| Juliette Binoche       | El pacient anglès (The English Patient)                     | Hana                  |            |
| Lauren Bacall          | L'amor té dues cares (The Mirror Has Two Faces)             | Hannah Morgan         |            |
| Marianne Jean-Baptiste | Secrets i mentides (Secrets and Lies)                       | Hortense Cumberbatch  |            |
| Lynn Redgrave          | Shine                                                       | Gillian               |            |
| 1998                   |                                                             |                       |            |
| Sigourney Weaver       | La tempesta de gel (The Ice Storm)                          | Janey Carver          |            |
| Lesley Sharp           | The Full Monty                                              | Jeanette              |            |
| Jennifer Ehle          | Wilde                                                       | Constance Lloyd Wilde |            |
| Zoë Wanamaker          | Wilde                                                       | Ada Leverson          |            |
| 1999                   |                                                             |                       |            |
| Judi Dench             | Shakespeare in Love                                         | Elisabet I            |            |
| Brenda Blethyn         | Little Voice                                                | Mari Hoff             |            |
| Lynn Redgrave          | Gods and Monsters                                           | Hanna                 |            |
| Kathy Bates            | Primary Colors                                              | Libby Holden          |            |

### Dècada del 2000
| Any                  | Actriu                                                | Pel·lícula                | Personatge |
| -------------------- | ----------------------------------------------------- | ------------------------- | ---------- |
| 2000                 |                                                       |                           |            |
| Maggie Smith         | Tea with Mussolini                                    | Hester Random             |            |
| Cameron Diaz         | Being John Malkovich                                  | Lotte Schwartz            |            |
| Thora Birch          | American Beauty                                       | Jane Burnham              |            |
| Mena Suvari          | American Beauty                                       | Angela Hayes              |            |
| Cate Blanchett       | L'enginyós senyor Ripley (The Talented Mr. Ripley)    | Meredith Logue            |            |
| 2001                 |                                                       |                           |            |
| Julie Walters        | Billy Elliot                                          | Mrs. Georgia Wilkinson    |            |
| Judi Dench           | Chocolat                                              | Armande Voizin            |            |
| Lena Olin            | Chocolat                                              | Josephine Muscat          |            |
| Frances McDormand    | Gairebé famosos (Almost Famous)                       | Elaine Miller             |            |
| Zhang Ziyi           | Tigre i drac (Crouching Tiger, Hidden Dragon)         | Jen Yu                    |            |
| 2002                 |                                                       |                           |            |
| Jennifer Connelly    | Una ment meravellosa (A Beautiful Mind)               | Alicia Nash               |            |
| Helen Mirren         | Gosford Park                                          | Jane Wilson               |            |
| Maggie Smith         | Gosford Park                                          | Constance Trentham        |            |
| Judi Dench           | Lligant caps (The Shipping News)                      | Agnis Hamm                |            |
| Kate Winslet         | Iris                                                  | Iris Murdoch (jove)       |            |
| 2003                 |                                                       |                           |            |
| Catherine Zeta-Jones | Chicago                                               | Velma Kelly               |            |
| Julianne Moore       | Les hores (The Hours)                                 | Laura Brown               |            |
| Queen Latifah        | Chicago                                               | Matron Mama Morton        |            |
| Toni Collette        | Un nen gran (About a Boy)                             | Fiona Brewer              |            |
| Meryl Streep         | Adaptation: el lladre d'orquídies (Adaptation.)       | Susan Orlean              |            |
| 2004                 |                                                       |                           |            |
| Renée Zellweger      | Cold Mountain                                         | Ruby Thewes               |            |
| Holly Hunter         | Thirteen                                              | Melanie Freeland          |            |
| Laura Linney         | Mystic River                                          | Annabeth Markum           |            |
| Emma Thompson        | Love Actually                                         | Karen                     |            |
| Judy Parfitt         | Girl with a Pearl Earring                             | Maria Thins               |            |
| 2005                 |                                                       |                           |            |
| Cate Blanchett       | L'aviador (The Aviator)                               | Katharine Hepburn         |            |
| Natalie Portman      | Closer                                                | Alice Ayres / Jane Jones  |            |
| Meryl Streep         | The Manchurian Candidate                              | Eleanor Shaw              |            |
| Julie Christie       | Descobrir el País de Mai Més (Finding Neverland)      | Emma Wightwick du Maurier |            |
| Heather Craney       | El secret de Vera Drake (Vera Drake)                  | Joyce Drake               |            |
| 2006                 |                                                       |                           |            |
| Thandie Newton       | Crash                                                 | Christine Thayer          |            |
| Catherine Keener     | Capote                                                | Harper Lee                |            |
| Frances McDormand    | En terra d'homes (North Country)                      | Glory Dodge               |            |
| Brenda Blethyn       | Pride & Prejudice                                     | Mrs. Bennet               |            |
| Michelle Williams    | Brokeback Mountain                                    | Alma Beers Del Mar        |            |
| 2007                 |                                                       |                           |            |
| Jennifer Hudson      | Dreamgirls                                            | Effie White               |            |
| Abigail Breslin      | Petita Miss Sunshine (Little Miss Sunshine)           | Olive Hoover              |            |
| Toni Collette        | Petita Miss Sunshine (Little Miss Sunshine)           | Sheryl Hoover             |            |
| Emily Blunt          | El diable es vesteix de Prada (The Devil Wears Prada) | Emily Charlton            |            |
| Frances de la Tour   | The History Boys                                      | Dorothy Lintott           |            |
| 2008                 |                                                       |                           |            |
| Tilda Swinton        | Michael Clayton                                       | Karen Crowder             |            |
| Cate Blanchett       | I'm Not There                                         | Jude Quinn                |            |
| Kelly Macdonald      | No Country for Old Men                                | Carla Jean Moss           |            |
| Samantha Morton      | Control                                               | Deborah Woodruff Curtis   |            |
| Saoirse Ronan        | Expiació (Atonement)                                  | Briony Tallis             |            |
| 2009                 |                                                       |                           |            |
| Penélope Cruz        | Vicky Cristina Barcelona                              | María Elena               |            |
| Amy Adams            | El dubte (Doubt)                                      | Sister James              |            |
| Freida Pinto         | Slumdog Millionaire                                   | Latika                    |            |
| Tilda Swinton        | Cremeu-ho després de llegir-ho (Burn After Reading)   | Katie Cox                 |            |
| Marisa Tomei         | El lluitador (The Wrestler)                           | Cassidy / Pam             |            |

### Dècada del 2010
| Any                  | Actriu                                                        | Pel·lícula              | Personatge |
| -------------------- | ------------------------------------------------------------- | ----------------------- | ---------- |
| 2010                 |                                                               |                         |            |
| Mo'Nique             | Precious                                                      | Mary Lee Johnston       |            |
| Anne-Marie Duff      | Nowhere Boy                                                   | Julia Lennon            |            |
| Vera Farmiga         | Up in the Air                                                 | Alex Goran              |            |
| Anna Kendrick        | Up in the Air                                                 | Natalie Keener          |            |
| Kristin Scott Thomas | Nowhere Boy                                                   | Mimi Smith              |            |
| 2011                 |                                                               |                         |            |
| Helena Bonham Carter | El discurs del rei (The King's Speech)                        | Elisabet Bowes-Lyon     |            |
| Amy Adams            | The Fighter                                                   | Charlene Fleming        |            |
| Barbara Hershey      | El cigne negre (Black Swan)                                   | Erica Sayers            |            |
| Lesley Manville      | Un altre any (Another Year)                                   | Mary Smith              |            |
| Miranda Richardson   | Made in Dagenham                                              | Barbara Castle          |            |
| 2012                 |                                                               |                         |            |
| Octavia Spencer      | The Help                                                      | Minny Jackson           |            |
| Jessica Chastain     | The Help                                                      | Celia Foote             |            |
| Judi Dench           | La meva setmana amb Marilyn (My Week with Marilyn)            | Sybil Thorndike         |            |
| Melissa McCarthy     | Bridesmaids                                                   | Megan Price             |            |
| Carey Mulligan       | Drive                                                         | Irene                   |            |
| 2013                 |                                                               |                         |            |
| Anne Hathaway        | Els miserables (Les Misérables)                               | Fantine                 |            |
| Amy Adams            | The Master                                                    | Peggy Dodd              |            |
| Judi Dench           | Skyfall                                                       | M                       |            |
| Sally Field          | Lincoln                                                       | Mary Todd Lincoln       |            |
| Helen Hunt           | The Sessions                                                  | Cheryl Cohen-Greene     |            |
| 2014                 |                                                               |                         |            |
| Jennifer Lawrence    | American Hustle                                               | Rosalyn Rosenfeld       |            |
| Sally Hawkins        | Blue Jasmine                                                  | Ginger                  |            |
| Lupita Nyong'o       | 12 anys d'esclavitud (12 Years a Slave)                       | Patsey                  |            |
| Julia Roberts        | Agost (August: Osage County)                                  | Barbara Weston-Fordham  |            |
| Oprah Winfrey        | El majordom (The Butler)                                      | Gloria Gaines           |            |
| 2015                 |                                                               |                         |            |
| Patricia Arquette    | Boyhood                                                       | Olivia Evans            |            |
| Keira Knightley      | The Imitation Game (Desxifrant l'Enigma) (The Imitation Game) | Joan Clarke             |            |
| Rene Russo           | Nightcrawler                                                  | Nina Romina             |            |
| Imelda Staunton      | Orgull (Pride)                                                | Hefina Headon           |            |
| Emma Stone           | Birdman                                                       | Sam Thomson             |            |
| 2016                 |                                                               |                         |            |
| Kate Winslet         | Steve Jobs                                                    | Joanna Hoffman          |            |
| Jennifer Jason Leigh | The Hateful Eight                                             | Daisy Domergue          |            |
| Rooney Mara          | Carol                                                         | Therese Belivet         |            |
| Alicia Vikander      | Ex Machina                                                    | Ava                     |            |
| Julie Walters        | Brooklyn                                                      | Madge Kehoe             |            |
| 2017                 |                                                               |                         |            |
| Viola Davis          | Fences                                                        | Rose Maxson             |            |
| Naomie Harris        | Moonlight                                                     | Paula Harris            |            |
| Nicole Kidman        | Lion                                                          | Sue Brierley            |            |
| Hayley Squires       | Jo, Daniel Blake (I, Daniel Blake)                            | Katie Morgan            |            |
| Michelle Williams    | Manchester by the Sea                                         | Randi Chandler          |            |
| 2018                 |                                                               |                         |            |
| Allison Janney       | Jo, Tonya (I, Tonya)                                          | LaVona Golden           |            |
| Lesley Manville      | El fil invisible (Phantom Thread)                             | Cyril Woodcock          |            |
| Laurie Metcalf       | Lady Bird                                                     | Marion McPherson        |            |
| Kristin Scott Thomas | Darkest Hour                                                  | Clementine Churchill    |            |
| Octavia Spencer      | The Shape of Water                                            | Zelda Fuller            |            |
| 2019                 |                                                               |                         |            |
| Rachel Weisz         | The Favourite                                                 | Lady Sarah              |            |
| Amy Adams            | El vici del poder (Vice)                                      | Lynne Cheney            |            |
| Claire Foy           | First Man                                                     | Janet Shearon Armstrong |            |
| Margot Robbie        | Mary Queen of Scots                                           | Elisabet I d'Anglaterra |            |
| Emma Stone           | The Favourite                                                 | Abigail Masham          |            |

### Dècada del 2020
| Any                | Actriu                                                          | Pel·lícula           | Personatge |
| ------------------ | --------------------------------------------------------------- | -------------------- | ---------- |
| 2020               |                                                                 |                      |            |
| Laura Dern         | Marriage Story                                                  | Nora Fanshaw         |            |
| Scarlett Johansson | Jojo Rabbit                                                     | Rosie Betzler        |            |
| Florence Pugh      | Donetes (Little Women)                                          | Amy March            |            |
| Margot Robbie      | Bombshell                                                       | Kayla Pospisil       |            |
| Margot Robbie      | Once Upon a Time in Hollywood                                   | Sharon Tate          |            |
| 2021               |                                                                 |                      |            |
| Youn Yuh-jung      | Minari: Història de la meva família (Minari)                    | Soon-ja              |            |
| Kosar Ali          | Rocks                                                           | Sumaya               |            |
| Maria Bakalova     | Borat Subsequent Moviefilm                                      | Tutar Sagdiyev       |            |
| Dominique Fishback | Judas and the Black Messiah                                     | Deborah Johnson      |            |
| Ashley Madekwe     | County Lines                                                    | Toni                 |            |
| Niamh Algar        | Calm with Horses                                                | Ursula               |            |
| 2022               |                                                                 |                      |            |
| Ariana DeBose      | West Side Story                                                 | Anita                |            |
| Caitríona Balfe    | Belfast                                                         | Ma                   |            |
| Jessie Buckley     | La filla obscura (The Lost Daughter)                            | young Leda Caruso    |            |
| Ann Dowd           | Mass                                                            | Linda                |            |
| Aunjanue Ellis     | King Richard                                                    | Oracene Price        |            |
| Ruth Negga         | Passing                                                         | Clare Bellew         |            |
| 2023               |                                                                 |                      |            |
| Kerry Condon       | The Banshees of Inisherin                                       | Siobhán Súilleabháin |            |
| Angela Bassett     | Black Panther: Wakanda Forever                                  | Ramonda              |            |
| Hong Chau          | The Whale                                                       | Liz                  |            |
| Jamie Lee Curtis   | Tot a la vegada a tot arreu (Everything Everywhere All at Once) | Deirdre Beaubeirdre  |            |
| Dolly de Leon      | Triangle of Sadness                                             | Abigail              |            |
| Carey Mulligan     | She Said                                                        | Megan Twohey         |            |